# Concepció Ferrer

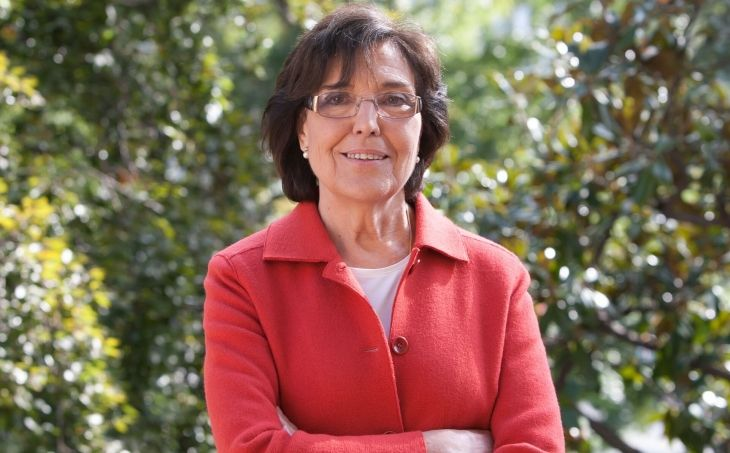
Concepció Ferrer, 2012

Concepció Ferrer (* 27. Januar 1938 in Ripoll, Girona) ist eine spanische Politikerin.

## Leben
Ferrer war von 1987 bis 2004 Abgeordnete im Europäischen Parlament.
Sie war Mitglied der Convergència i Unió. Seit 1994 ist sie Mitglied der Partei Unió Democràtica de Catalunya.